# Campeonato Mundial de Atletismo de 2013 - 800 m masculino
A prova dos 800 metros masculino do Campeonato Mundial de Atletismo de 2013 foi disputada entre 10 e 13 de agosto no Estádio Lujniki, em Moscou. 

## Recordes
Antes desta competição, os recordes mundiais e do campeonato nesta prova eram os seguintes:
| Tipo                  | Atleta           | Tempo   | Local   | Data                  |
| --------------------- | ---------------- | ------- | ------- | --------------------- |
|                       | David Rudisha    | 1:40:91 | Londres | 9 de agosto de 2012   |
| Recorde do campeonato | Billy Konchellah | 1:43:06 | Roma    | 1 de setembro de 1987 |

## Medalhistas
| Ouro                | Prata               | Bronze                  |
| Mohammed Aman (ETH) | Nick Symmonds (USA) | Ayanleh Souleiman (DJI) |

## Cronograma
| Data         | Hora  | Evento    |
| ------------ | ----- | --------- |
| 10 de agosto | 11:20 | Baterias  |
| 11 de agosto | 19:35 | Semifinal |
| 13 de agosto | 21:10 | Final     |

Todos os horários são horas locais (UTC +4)

## Resultados

### Baterias
Qualificação: Os 3 de cada bateria (Q) e os 6 mais rápidos (q) avançam para a semifinal. 
| Classificação | Bateria | Faixa | Nome                      | Nacionalidade    | Tempo   | Notas |
| ------------- | ------- | ----- | ------------------------- | ---------------- | ------- | ----- |
| 1             | 5       | 5     | Mohammed Aman             | Etiópia          | 1:44.93 | Q     |
| 2             | 5       | 6     | Ferguson Rotich Cheruiyot | Quênia           | 1:45.25 | Q     |
| 3             | 5       | 8     | Michael Rimmer            | Grã-Bretanha     | 1:45.47 | Q     |
| 4             | 3       | 3     | Duane Solomon             | Estados Unidos   | 1:45.80 | Q     |
| 5             | 3       | 1     | Abdulaziz Laden Mohammed  | Arábia Saudita   | 1:45.94 | Q     |
| 6             | 5       | 3     | Alexander Rowe            | Austrália        | 1:45.96 | q     |
| 7             | 2       | 5     | Ronald Musagala           | Uganda           | 1:46.12 | Q     |
| 8             | 3       | 2     | Andrew Osagie             | Grã-Bretanha     | 1:46.16 | Q     |
| 9             | 2       | 6     | Adam Kszczot              | Polónia          | 1:46.26 | Q     |
| 10            | 2       | 3     | Brandon Johnson           | Estados Unidos   | 1:46.32 | Q     |
| 11            | 3       | 8     | Luis Alberto Marco        | Espanha          | 1:46.40 | q     |
| 12            | 3       | 6     | Tamás Kazi                | Hungria          | 1:46.48 | q     |
| 13            | 2       | 8     | Kevin López               | Espanha          | 1:46.61 | q     |
| 14            | 5       | 2     | Antoine Gakeme            | Burquina Fasso   | 1:46.70 | q, PB |
| 15            | 5       | 7     | Rafith Rodríguez          | Colômbia         | 1:46.76 | q     |
| 16            | 2       | 2     | Andy González             | Cuba             | 1:46.80 |       |
| 17            | 6       | 7     | Ayanleh Souleiman         | Djibuti          | 1:46.86 | Q     |
| 18            | 4       | 4     | Nick Symmonds             | Estados Unidos   | 1:46.90 | Q     |
| 19            | 4       | 2     | Musaeb Abdulrahman Balla  | Catar            | 1:46.94 | Q     |
| 20            | 4       | 5     | Samir Jamma               | Marrocos         | 1:46.94 | Q     |
| 21            | 4       | 7     | Mark English              | Irlanda          | 1:47.08 |       |
| 22            | 6       | 1     | Anthony Chemut            | Quênia           | 1:47.13 | Q     |
| 23            | 6       | 2     | Amine El Manaoui          | Marrocos         | 1:47.15 | Q     |
| 24            | 5       | 1     | Amine Belferar            | Argélia          | 1:47.17 |       |
| 25            | 6       | 5     | Jan Kubista               | Chéquia          | 1:47.66 |       |
| 26            | 1       | 3     | Pierre-Ambroise Bosse     | França           | 1:47.70 | Q     |
| 27            | 6       | 8     | Anis Ananenka             | Bielorrússia     | 1:47.76 |       |
| 28            | 1       | 8     | Marcin Lewandowski        | Polónia          | 1:47.83 | Q     |
| 29            | 4       | 1     | Prince Mumba              | Zâmbia           | 1:47.85 |       |
| 30            | 1       | 4     | Giordano Benedetti        | Itália           | 1:47.90 | Q     |
| 31            | 5       | 4     | Jozef Repčík              | Eslováquia       | 1:47.93 |       |
| 32            | 1       | 1     | Hamada Mohamed            | Egito            | 1:47.96 |       |
| 32            | 4       | 3     | James Eichberger          | México           | 1:47.96 |       |
| 34            | 6       | 6     | Anthony Romaniw           | Canadá           | 1:47.98 |       |
| 35            | 1       | 5     | Kléberson Davide          | Brasil           | 1:48.28 |       |
| 36            | 1       | 2     | Paul Robinson             | Irlanda          | 1:48.61 |       |
| 37            | 1       | 6     | Leoman Momoh              | Nigéria          | 1:49.25 |       |
| 38            | 1       | 7     | Taras Bybyk               | Ucrânia          | 1:49.39 |       |
| 39            | 1       | 6     | Moussa Camara             | Mali             | 1:49.78 | SB    |
| 40            | 4       | 8     | Jeremiah Kipkorir Mutai   | Quênia           | 1:50.17 |       |
| 41            | 6       | 3     | Wesley Vázquez            | Porto Rico       | 1:50.60 |       |
| 42            | 2       | 1     | Brice Etès                | Mónaco           | 1:53.60 |       |
| 43            | 4       | 6     | Ilia Mukhin               | Quirguistão      | 1:54.88 |       |
| 44            | 3       | 7     | Samorn Kieng              | Camboja          | 1:55.17 | SB    |
| 45            | 3       | 4     | Benjamín Enzema           | Guiné Equatorial | 1:56.82 | SB    |
| 46            | 2       | 7     | Manuel António            | Angola           | 1:57.40 |       |
| 47            | 6       | 4     | Ribeiro de Carvalho       | Timor-Leste      | 2:04.74 | PB    |
| 48 !          | 2       | 4     | Nijel Amos                | Botswana         | DNS     |       |
| 48 !          | 3       | 5     | André Olivier             | África do Sul    | DNS     |       |

### Semifinal
Qualificação: Os 2 de cada bateria (Q) e os 2 mais rápidos (q) avançam para a final. 
| Classificação | Bateria | Faixa | Nome                      | Nacionalidade  | Tempo   | Notas |
| ------------- | ------- | ----- | ------------------------- | -------------- | ------- | ----- |
| 1             | 1       | 6     | Duane Solomon             | Estados Unidos | 1:43.87 | Q     |
| 2             | 1       | 4     | Abdulaziz Laden Mohammed  | Arábia Saudita | 1:44.10 | Q, PB |
| 3             | 1       | 5     | Marcin Lewandowski        | Polónia        | 1:44.56 | q     |
| 4             | 2       | 3     | Mohammed Aman             | Etiópia        | 1:44.71 | Q     |
| 5             | 2       | 4     | Pierre-Ambroise Bosse     | França         | 1:44.75 | Q     |
| 6             | 1       | 7     | Andrew Osagie             | Grã-Bretanha   | 1:44.85 | q, SB |
| 7             | 2       | 5     | Brandon Johnson           | Estados Unidos | 1:44.89 |       |
| 8             | 3       | 4     | Ayanleh Souleiman         | Djibuti        | 1:44.99 | Q     |
| 9             | 3       | 6     | Nick Symmonds             | Estados Unidos | 1:45.00 | Q     |
| 10            | 1       | 2     | Antoine Gakeme            | Burquina Fasso | 1:45.39 | PB    |
| 11            | 3       | 3     | Musaeb Abdulrahman Balla  | Catar          | 1:45.43 |       |
| 12            | 3       | 7     | Adam Kszczot              | Polónia        | 1:45.68 |       |
| 13            | 1       | 1     | Alexander Rowe            | Austrália      | 1:45.80 |       |
| 14            | 3       | 2     | Ronald Musagala           | Uganda         | 1:45.87 |       |
| 15            | 3       | 5     | Anthony Chemut            | Quênia         | 1:46.06 |       |
| 16            | 3       | 1     | Tamás Kazi                | Hungria        | 1:46.40 |       |
| 17            | 2       | 2     | Samir Jamma               | Marrocos       | 1:46.53 |       |
| 18            | 2       | 1     | Luis Alberto Marco        | Espanha        | 1:46.75 |       |
| 19            | 2       | 8     | Michael Rimmer            | Grã-Bretanha   | 1:47.06 |       |
| 20            | 2       | 7     | Giordano Benedetti        | Itália         | 1:48.31 |       |
| 21            | 3       | 8     | Amine El Manaoui          | Marrocos       | 1:49.08 |       |
| 22            | 1       | 3     | Kevin López               | Espanha        | 1:52.93 |       |
| 23            | 2       | 6     | Rafith Rodríguez          | Colômbia       | 2:01.94 |       |
| 24 !          | 1       | 8     | Ferguson Rotich Cheruiyot | Quênia         | DQ      |       |

### Final
A final foi iniciada às 21:10 
| Pos.              | Corsia | Nome                     | Nazionalità    | Tempo   | Note |
| ----------------- | ------ | ------------------------ | -------------- | ------- | ---- |
| Medalha de ouro   | 6      | Mohammed Aman            | Etiópia        | 1:43.31 | SB   |
| Medalha de prata  | 3      | Nick Symmonds            | Estados Unidos | 1:43.55 | SB   |
| Medalha de bronze | 4      | Ayanleh Souleiman        | Djibuti        | 1:43.76 |      |
| 4                 | 2      | Marcin Lewandowski       | Polónia        | 1:44.08 | SB   |
| 5                 | 1      | Andrew Osagie            | Grã-Bretanha   | 1:44.36 | SB   |
| 6                 | 5      | Duane Solomon            | Estados Unidos | 1:44.42 |      |
| 7                 | 8      | Pierre-Ambroise Bosse    | França         | 1:44.79 |      |
| 8                 | 7      | Abdulaziz Laden Mohammed | Arábia Saudita | 1:46.57 |      |

Legenda
| Recorde mundial       | Recorde mundial (World record)               |                       | Recorde africano                      | Recorde africano (African) |                                           | Q | Classificado por posição (Qualified) |
| Recorde do campeonato | Recorde do campeonato (Championship record)  | Recorde da América    | Recorde da América (Americas)         | q                          | Classificado por melhor tempo (Qualified) |   |                                      |
| Melhor marca do ano   | Melhor marca do ano (World leading)          | Recorde asiático      | Recorde asiático (Asian)              | DNS                        | Não largou (Did not start)                |   |                                      |
| Recorde nacional      | Recorde nacional (National record)           | Recorde europeu       | Recorde europeu (European)            | DNF                        | Não terminou (Did not finish)             |   |                                      |
| Recorde pessoal       | Recorde pessoal do atleta (Personal best)    | Recorde da Oceania    | Recorde da Oceania (Oceania)          | DSQ / DQ                   | Desclassificado (Disqualified)            |   |                                      |
| Recorde da temporada  | Recorde da temporada do atleta (Season best) | Recorde sul-americano | Recorde sul-americano (South America) | NM                         | Sem marca (No mark)                       |   |                                      |